# Henrik Schaefer

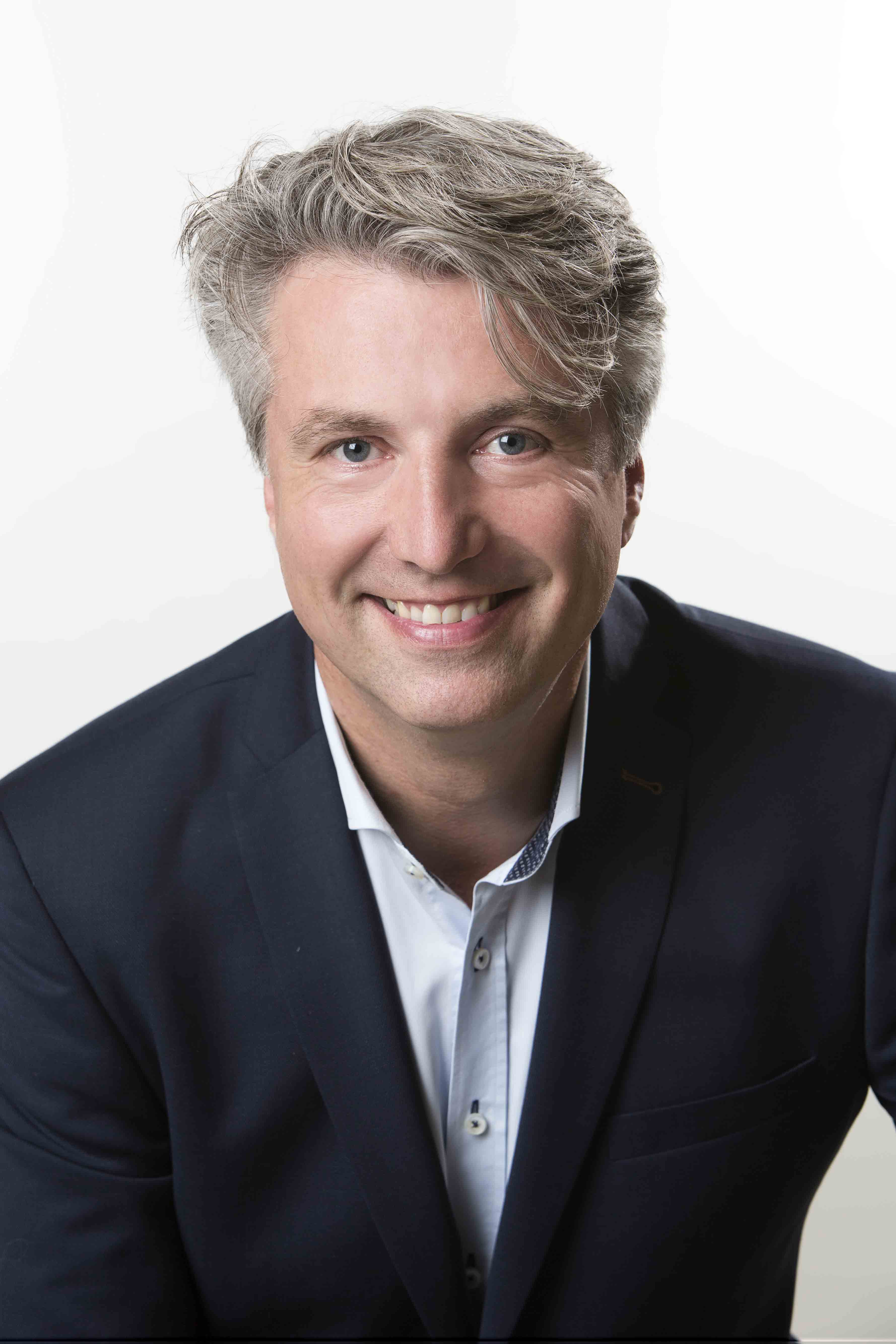
Henrik Schaefer, 2015

Henrik Schaefer (* 27. April 1968 in Bochum) ist ein deutscher Dirigent und Bratschist.

## Leben
Im Alter von sechs Jahren begann er Geige zu spielen, bevor er mit vierzehn zur Bratsche wechselte und bald Jungstudent von Konrad Grahe an der Folkwang Hochschule in Essen wurde.
Nach dem Abitur und Bundeswehr wurde er 1988 der letzte Schüler von Ulrich Koch an der Hochschule für Musik Freiburg. Es folgte Unterricht bei Kim Kashkashian und Johannes Lüthy und 1991 nach nur fünf Semestern die Aufnahme als damals jüngstes Mitglied bei den Berliner Philharmonikern. 1989 war er Finalist beim Internationalen Musikwettbewerb in Markneukirchen und gewann den Preis der Deutschen Brahms-Gesellschaft.
Als Mitglied der Berliner Philharmoniker war er auch kammermusikalisch sehr aktiv, spielte Streichquartett und Streichtrio und musizierte im Modern Art Sextett Berlin, mit dem er bis zu 30 Uraufführungen pro Jahr erarbeitete. Neben dem Orchesterdienst nahm er 1995 ein Aufbaustudium Dirigieren bei Volker Rohde an der Musikhochschule Leipzig auf. Er übernahm die Leitung des Sinfonie Orchesters Schöneberg, eines sehr ambitionierten Amateurorchesters in Berlin, und wurde Dozent beim Gustav-Mahler-Jugendorchester.
Im Mai 2000 wurde er zum Assistenten von Claudio Abbado bei den Berliner Philharmonikern gewählt. Im Sommer desselben Jahres kam es zu der plötzlichen Erkrankung Abbados, weshalb Henrik Schaefer in der Folge sehr oft die Leitung der Berliner Philharmoniker übernahm. So dirigierte er zum Beispiel sämtliche Proben der Wagner-Opernproduktion von Tristan und Isolde in Tokio im Dezember 2000, aber auch viele Proben von Parsifal und Falstaff bei den Salzburger Osterfestspielen sowie Konzertproben in Berlin und auf Tourneen, wie zum Beispiel die Generalprobe vor Claudio Abbados letztem Konzert als Chefdirigent der Berliner Philharmoniker mit der siebenten Symphonie von Gustav Mahler in Wien.
Für die Arbeit mit jungen Musikern begann Henrik Schaefer sich sofort zu begeistern und er arbeitete unter anderem mit dem Landesjugendsinfonieorchester Brandenburg, dem Hochschulorchester der Manhattan School of Music, dem Gustav Mahler Orchester (Parsifal) und dem Orchester der Internationalen Orchesterakademie Bayreuth und dem Bundesjugendorchester, mit denen er zusammen mit den Moskauer Solisten ein Konzert mit Bratschenkonzerten in der Alten Oper in Frankfurt dirigierte, dessen Höhepunkt das Violakonzert von Alfred Schnittke mit Juri Baschmet als Solist darstellte.
Im Juni 2003 verließ er nach zwölf Jahren die Berliner Philharmoniker, um sich ganz dem Dirigieren zu widmen. Seine Dirigentenkarriere begann sich rasant zu entwickeln, insbesondere in Japan, wo er inzwischen regelmäßig mit fünf Orchestern arbeitet (Hiroshima, Osaka Philharmonic Orchestra, Tokyo Symphony, Tokyo Metropolitan, Sapporo) und in Holland (Asko Ensemble, Holland Symfonia, Radio Symphony) aber auch sonst in Europa (Norrköping, Uppsala, BBC Scottish, Israel Sinfonietta, Prager Symphoniker) und in Deutschland. Hier arbeitete er mit dem Brandenburgischen Staatsorchester Frankfurt, den Nürnberger Symphonikern, dem Mainzer Staatsorchester und hatte die musikalische Leitung von zwei neuen Produktionen mit dem Gewandhausorchester Leipzig in der Oper Leipzig (Le sacre du printemps von Igor Strawinski und Le nozze di Figaro von Wolfgang Amadeus Mozart).
Von 2004 bis 2011 war er Erster Gastdirigent beim Hiroshima Symphony Orchestra, von 2007 bis 2013 Chefdirigent der Wermland Opera Karlstad. Von 2013 bis 2020 wirkte er als Musikdirektor an der Oper Göteborg. 2021 wurde er Musikdirektor der Folkoperan Stockholm.